# Championnat d'Arménie de football 2016-2017
Navigation
Édition précédente Édition suivante
La saison 2016-2017 de Premier-Liga Arménienne est la 25e édition du Championnat d'Arménie de football. Lors de cette saison, le Alashkert FC tente de conserver son titre de champion d'Arménie. Trois places sont qualificatives pour les compétitions européennes, la quatrième place étant celles du vainqueur de la Coupe d'Arménie 2017. Il n'y a ni promotion, ni relégation à l'issue de la saison.
C'est le Alashkert FC qui est sacré cette saison après avoir terminé en tête du classement final, avec sept points d'avance sur le Gandzasar Kapan et onze sur  le Shirak FC.

## Participants
| Club             | Stade              | Capacité | Ville  |
| ---------------- | ------------------ | -------- | ------ |
| Alashkert FC     | Stade Hanrapetakan | 14 403   | Erevan |
| Ararat Erevan    | Stade Hrazdan      | 54 208   | Erevan |
| Banants Erevan   | Banants            | 5 000    | Erevan |
| Gandzasar Kapan  | Stade Gandzasar    | 3 500    | Kapan  |
| FC Pyunik Erevan | Football Academy   | 1 500    | Erevan |
| Shirak FC        | Giumri             | 2 761    | Giumri |

## Classement final
| Rang | Équipe          | Pts | J  | G  | N | P  | Bp | Bc | Diff |
| ---- | --------------- | --- | -- | -- | - | -- | -- | -- | ---- |
| 1    | Alashkert FC T  | 64  | 30 | 19 | 7 | 4  | 59 | 26 | +33  |
| 2    | Gandzasar Kapan | 57  | 30 | 17 | 6 | 7  | 38 | 24 | +14  |
| 3    | Shirak FC C     | 53  | 30 | 16 | 5 | 9  | 31 | 24 | +7   |
| 4    | Pyunik Erevan   | 45  | 30 | 12 | 9 | 9  | 35 | 27 | +8   |
| 5    | Banants Erevan  | 21  | 30 | 5  | 6 | 19 | 18 | 44 | -26  |
| 6    | Ararat Erevan   | 12  | 30 | 3  | 3 | 24 | 17 | 53 | -36  |

|  | Qualification pour le 1er tour de qualification de la Ligue des champions 2017-2018 |
|  | Qualification pour le 1er tour de qualification de la Ligue Europa 2017-2018        |
|  | Relégation en deuxième division                                                     |
|  | T : Tenant du titre C : Vainqueur de la Coupe d'Arménie                             |

## Bilan de la saison
| Championnat d'Arménie de football 2016-2017                        |                         |
| Champion                                                           | Alashkert FC (2e titre) |
| Coupes et trophées                                                 |                         |
| Vainqueur de la Coupe d'Arménie 2016-2017                          | Shirak FC               |
| Qualifications continentales                                       |                         |
| Ligue des champions de l'UEFA 2017-2018                            | Alashkert FC            |
| Ligue Europa 2017-2018                                             | Gandzasar Kapan         |
| Ligue Europa 2017-2018                                             | Shirak FC               |
| Ligue Europa 2017-2018                                             | Pyunik Erevan           |
| Promotions et relégations                                          |                         |
| Promus en Championnat d'Arménie de football                        | Aucun                   |
| Relégués en Championnat d'Arménie de football de deuxième division | Ararat Erevan           |